# Tricholoma chrysophyllum
Espèce
Statut de conservation UICN

 VU  : Vulnérable
Tricholoma chrysophyllum est une espèce de champignons de la famille des Tricholomataceae. Il est aussi connu sous le nom vernaculaire de Tricholome équestre des chênes.

## Description
Le chapeau du sporophore est convexe et mamelonné. Il mesure généralement entre 4 et 11 cm et il arbore une couleur entre jaune olivâtre au gris olivâtre.
Les lames épaisses et espacées, d'une couleur jaune vive, sont l'un des éléments distinctifs de cette espèce. Le stipe, jaune lui aussi, mesure généralement 5-9 × 1,2-2 cm.

## Habitat et répartition
Le tricholome équestre du chêne se développe sous les chênes pubescents, comme son nom vernaculaire l'indique mais également sous les pins.
Ce tricholome est une espèce thermophile, ce qui a une influence sur sa répartition.

## Systématique
Le nom correct complet (avec auteur) de ce taxon est Tricholoma chrysophyllum A.Riva (d), C.E.Hermos. (d) & Jul.Sánchez (d).
Tricholoma chrysophyllum a pour synonyme :
- Tricholoma prasinochrysum Cetto

## Statut de protection
Une étude, publiée en avril 2024, menée conjointement en France par l’UICN, l’OFB, le MNHN et l’AdoniF sur le statut de conservation dans le pays de plus de 250 champignons ; classe cette espèce Tricholoma chrysophyllum dans la catégorie VU (vulnérable),. Elle est notamment menacée par les changements de son habitat engendrés par une intensification de l'exploitation des forêts et par le changement du climat.